# El clan de los sicilianos
El clan de los sicilianos es una película francesa dirigida en 1969 por Henri Verneuil.
Es un relato policíaco en el cual destaca el protagonismo de los tres personajes principales. El guion está escrito por el prestigioso José Giovanni, y está basado en una novela de Auguste Le Breton.

## Sinopsis
Roger Sartet, asesino y ladrón es liberado de la cárcel por el clan del viejo Vittorio Malanese. Este y Startet deciden robar las joyas de una exposición que ha de celebrarse en Roma. Las joyas han de transportarse en avión desde Roma hasta Nueva York. El golpe es un éxito, Vittorio regresa a París con su familia, mientras que Roger permanece en Nueva York. Casualmente, Vittorio descubre que entre Roger y Jeanne, su nuera, ha habido una relación: El viejo hace volver a Roger y lo mata, pero tanto él como sus hijos caen en manos del comisario Révert, que llevaba tiempo siguiéndole la pista.

## Premios
- 1971 - Una nominación al Premio Golden Laurel por Mejor Película Extranjera (Laurel Awards).